# ستيف ميدلتون
ستيف ميدلتون (بالإنجليزية: Steve Middleton)‏ (17 يناير 1953 في المملكة المتحدة - ) هو لاعب كرة قدم بريطاني في مركز حراسة المرمى. لعب مع نادي بورتسموث ونادي توركي يونايتد ونادي ساوثهامبتون.

## وصلات خارجية
- ستيف ميدلتون على موقع قاعدة بيانات كرة القدم.إي يو (الإنجليزية)
- ستيف ميدلتون على موقع عالم كرة القدم.نت (الإنجليزية)